# Schenkia aries
Schenkia aries är en stekelart som först beskrevs av Thomson 1883.  Schenkia aries ingår i släktet Schenkia och familjen brokparasitsteklar. Arten är reproducerande i Sverige. Inga underarter finns listade i Catalogue of Life.